# Rationell (Geschirrservice)

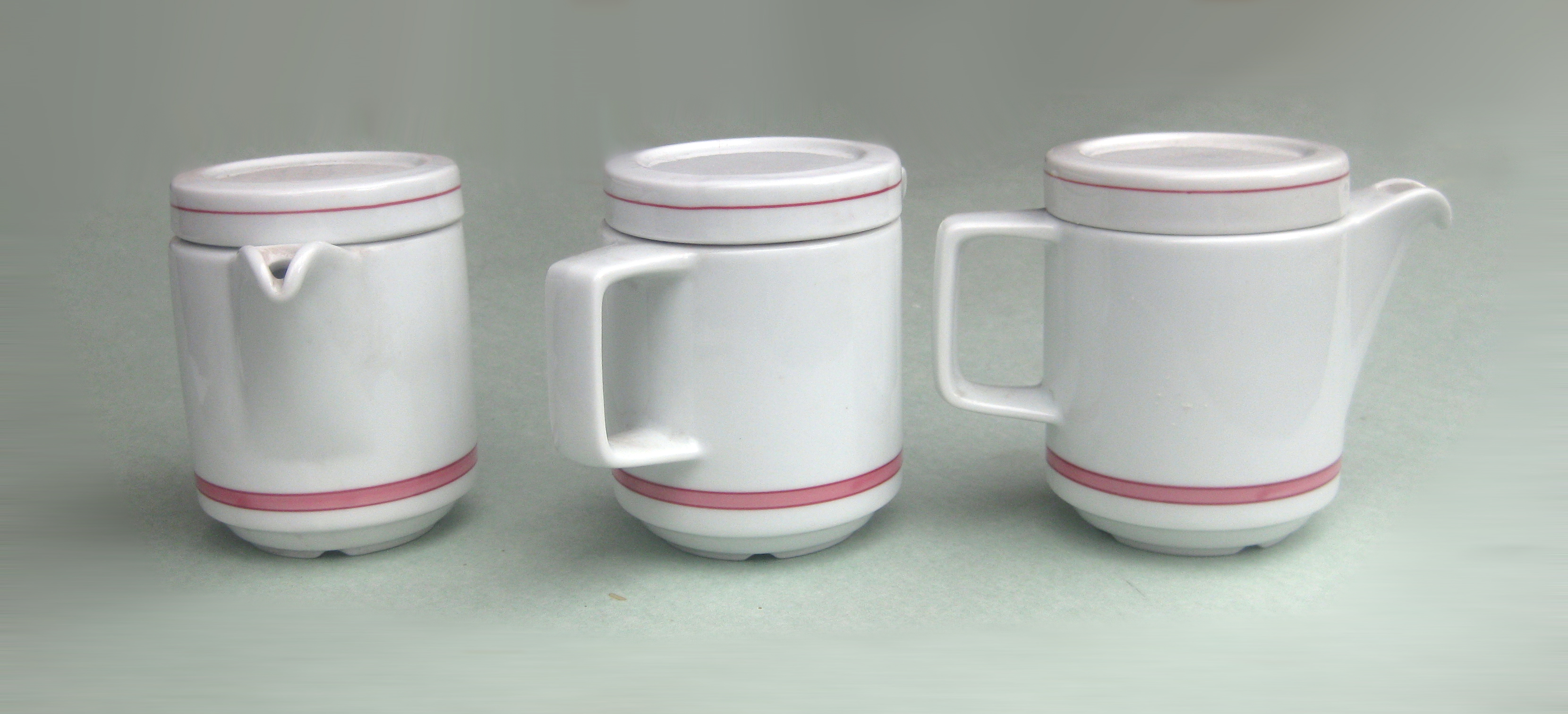
Portionskännchen Rationell

Das Geschirrservice Rationell (umgangssprachlich Mitropa-Geschirr) wurde 1969/1970 von den Produktdesignern Margarete Jahny und Erich Müller für die VEB Vereinigte Porzellanwerke Colditz entworfen. Das universell einsetzbare Service war in der DDR in Gaststätten, Ferienheimen, Hotels, Werks- und Schulkantinen, Krankenhäusern und seit Anfang der 1970er Jahre im Reiseversorgungsunternehmen Mitropa weit verbreitet. Das schlichte, formale Design des robusten, stapelbaren und leichten Geschirrs für die Gastronomie wurde auf der Leipziger Messe mit einer Goldmedaille ausgezeichnet.

## Geschichte und Designkonzept
Die Designer Margarete Jahny und Erich Müller wurden Mitte der 1960er Jahre vom Zentralinstitut für Gestaltung mit der Aufgabe betraut, für die DDR-Gastronomie ein universell einsetzbares, attraktives, robustes und zugleich stapelbares Geschirr zu entwickeln. Margarete Jahny griff dabei auf eigene Gestaltungsentwürfe aus dem Jahr 1950/1951 zurück. Als Studienarbeit an der Hochschule für Bildende Künste Dresden legte sie einen Entwurf für ein Stapelservice vor, bestehend aus einer Kaffeekanne, zwei Tassen, einem Sahnebecher und einem auf alle Teile passenden Deckel. Ursprünglich war es von Jahny als Selbstbedienungsgeschirr für Betriebskantinen konzipiert worden. Da in den 1950er Jahren in der DDR eine Abkehr vom formalistischen Design und der Bauhaus-Tradition einsetzte, wurde ihr Entwurf nicht in die Serienproduktion aufgenommen.
In den 1960er Jahren wurde die Idee des Stapelservice von Müller und Jahny wieder aufgegriffen. Auch andere Porzellanhersteller widmeten sich in dieser Zeit diesem funktionellen Gestaltungskonzept, unter anderem Heinz H. Englers mit dem Entwurf der Form B1100 bzw. Form 6200 für Bauscher in Weiden in der Oberpfalz.
Als erste Serviceteile stellten Jahny und Müller ein Kaffeegedeck mit Kännchen und Tassen vor. Die Geschirrteile ließen sich rutschfest mehrfach übereinander stapeln. Margarethe Jahny entwarf eine Schnaupe für das Kaffeekännchen, die so geformt war, dass beim Einschenken der Kaffee nicht nachtropfen konnte. Charakteristisches Merkmal der Rationell-Kannen war aber die von Erich Müller gestaltete Form des Deckels, der passgenau mit einem vorstehenden Innenrand über den Außenrand des Kännchens ausgeformt wurde, so dass er auch bei starker Neigung des Kännchens nicht herunterfallen konnte (dadurch war es möglich, das Getränk einhändig einzuschenken). Diese Form des Deckels, die eine hohe Präzision bei der Herstellung voraussetzte, stellte die Porzellanwerke Colditz anfänglich vor größere Fertigungsprobleme. Erich Müller meldete das Design des Deckels zum Patent an. Bevor das Patent jedoch eingetragen wurde, wurde das Geschirr auf der Leipziger Messe 1969 vorgestellt und westdeutschen Handelsvertretern präsentiert. Innerhalb weniger Monate wurde der rutschgesicherte Deckel von der Firma Bauscher für die Form 6200 umgesetzt und sehr zur Verärgerung von Erich Müller als Bauscher-Patent angemeldet.
Das Geschirrservice Rationell entwickelte sich zu einem allgegenwärtigen Massenprodukt in Gaststätten und öffentlichen Kantinen der DDR. Um die große Nachfrage decken zu können, wurde das Geschirr auch in den Porzellanwerken in Kahla, Ilmenau und Stadtlengsfeld hergestellt, da die Produktionskapazität des VEB Vereinigte Porzellanwerke Colditz nicht ausreichte, um den Bedarf zu decken.

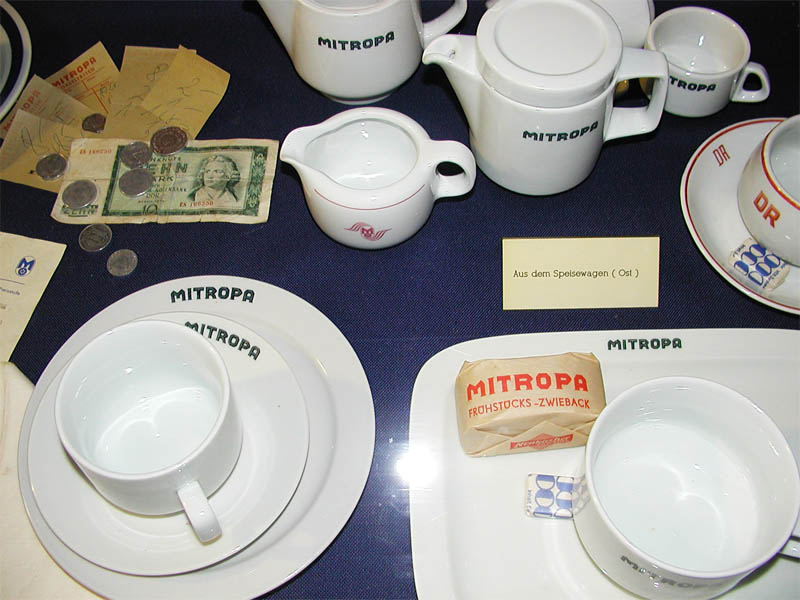
Geschirrservice Rationell mit grüner Wortmarke für Mitropa-Speisewagen

Obwohl das Geschirr flächendeckend omnipräsent in öffentlichen Einrichtungen der DDR anzutreffen war, war der Name der Geschirrserie und die Produktgestalter in der Öffentlichkeit weitgehend unbekannt. Das Geschirr, ursprünglich für die gehobene Hotelkette Interhotel konzipiert, wurde seit Anfang der 1970er Jahre als Standardgeschirr des Reiseversorgungsunternehmen Mitropa in Reisezügen, Bahnhofsgaststätten, Autobahnraststätten und auf Passagierschiffen eingesetzt. Daraus leitete sich die umgangssprachliche Bezeichnung Mitropa-Geschirr für die robuste Geschirrserie ab.
Nach der Deutschen Wiedervereinigung wurde das ehemals flächendeckend verbreitete Geschirr fast überall ausgelistet. Die Produktion der Geschirrserie Rationell wurde 1990 eingestellt.
Seit September 2024 werden Teile der Serie (Tasse, Untertasse und Teller) von der Porzellanmanufaktur Reichenbach wieder produziert.

## Ausführungen und Dekore
Das Geschirrservice wurde 1969 zunächst als Kaffeegedeck vorgestellt. Im Laufe der Zeit kamen zahlreiche Geschirrteile hinzu. Neben dem Portionskännchen für zwei Tassen Kaffee wurden beispielsweise skaliert im gleichen Design auch noch ein Mokkakännchen, eine Teeportions- und eine große Kaffeekanne produziert. In den 1970er Jahren begann man mit der Erweiterung um Teile für ein Speisegedeck, unter anderem flache und tiefe Speiseteller, Suppentassen, Dessert- und Salatschüsseln, Vorlegeplatten sowie Menageschälchen für Senf. Die Entwürfe für die Geschirrteile wurden allerdings nur in der Anfangszeit von Margarete Jahny und Erich Müller ausgeführt. Zahlreiche Geschirrteile gehen auf eigenständige Modifikationen von Werksgestaltern zurück, die versucht haben, das Designkonzept an die Bedürfnisse der Gastronomie anzupassen und umzusetzen.
Neben einer dekorfreien, weißen Variante stellten die beiden, der Tradition des Deutschen Werkbundes und Bauhauses verbundenen Formgestalter das Service mit schlichten, ein- oder zweifarbigen Streifen- und Banddekoren vor. Florale und naturalistische Dekorvarianten waren von Margarete Jahny nicht angedacht, die in ihrem Gestaltungskonzept lediglich eine die Form unterstützende farbliche Gestaltung vorgesehen hat. Die ursprünglichen Entwürfe gelten als ein Beispiel für sachlich-funktionales Industriedesign der DDR-Moderne.

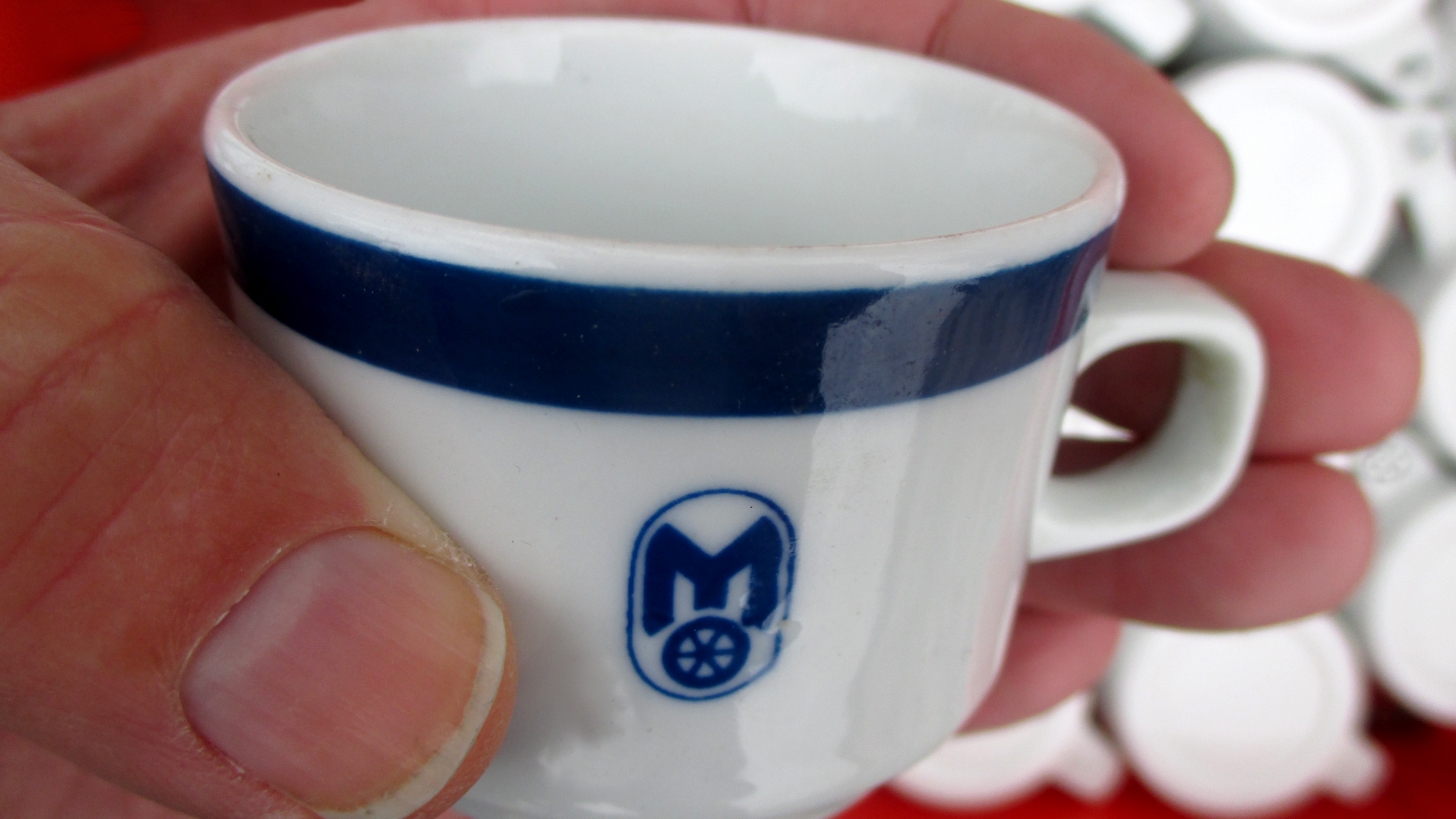
Rationell-Mokkatasse mit blauer Mitropa-Bildmarke

Bereits 1972 wurden die Dekore vom Amt für industrielle Formgestaltung – entgegen den Vorstellungen der Designer – grundsätzlich überarbeitet. Man entwarf eine Auswahl von verschiedenen Dekoren, Vignetten und Signets, die für die unterschiedlichsten Verwendungszwecke in der Gastronomie eingesetzt werden sollten. Für die Mitropa kamen beispielsweise zwei Dekorvarianten zum Einsatz: während für das Standardgeschirr ein grüner Mitropa-Schriftzug verwendet wurde, entwickelte man für Restaurants mit vorwiegend ausländischem Publikum ein Signet mit einem blauen M und einer Rad-Bildmarke. Wort- und Bildmarken für Rationell-Geschirr sind unter anderem für den Palast der Republik, Auerbachs Keller, für den Konsum und die Centrum-Warenhäuser, die Charité oder das Gesundheitswesen Berlin entwickelt worden.
Die unterschiedlichen Streifen- und Banddekore wurden flächendeckend in der Gastronomie und in den Kantinen eingesetzt, während die Golddekore der gehobenen Gastronomie vorbehalten waren.
Das Geschirrservice Rationell war anfänglich nicht für den Verkauf in der Bevölkerung vorgesehen. Als eine Maßnahme zur Behebung des Mangels an Konsumgütern in der DDR wurde Ende der 1970er Jahre beschlossen, die Kaffeeportionskännchen auch im Einzelhandel zu vertreiben. Dazu wurden vom Amt für industrielle Formgestaltung „haushaltsfreundliche“ Schiebebilddekore entwickelt, die von grafischen Ornamenten, Zierleisten, floralen, naturalistischen bis zu Zwiebelmuster-Dekoren reichten. Gleichzeitig konnten mit den flächigen Dekoren auch kleine Produktions- und Glasurfehler kaschiert werden, die bei dekorfreien Geschirrteilen als Makel offensichtlich in Erscheinung getreten wären. Dekoriertes Geschirr konnte im Handel besser und hochpreisiger verkauft werden, zumal es in den 1970er Jahren eine verstärkte Nachfrage nach farbstarken Dekoren im In- und Ausland gab und dekorfreies Porzellan in dieser Zeit kaum Abnehmer fand. Margarete Jahny bezeichnete die Verwendung der bunten und floralen Schiebebilddekore später als „entsetzlich“.

## Rezeption
Mit Einsetzen der Ostalgie-Welle in den 1990er Jahren besaßen gerade omnipräsente DDR-Alltagsgegenstände eine identitätsstiftende Funktion. Rationell-Geschirr wurde zum Kult- und Sammelobjekt.
Das Geschirrservice Rationell wird heute in verschiedenen Designmuseen und Museen der Alltagskultur in der Dauerausstellung gezeigt, unter anderem im Grassi Museum für Angewandte Kunst, in der Münchener Pinakothek der Moderne oder im DDR-Museum.